# Usamtidighed
Usamtidighed er et begreb dannet af den tyske filosof Ernst Bloch og fremført i bogen Erbschaft dieser Zeit ("Denne tids arv", Zürich 1935), og det finder hyppigt anvendelse i social- og historievidenskaberne i behandlingen af det såkaldt klassisk moderne i det 19. og 20. århundrede.

## Begrebsbestemmelse
Bloch påstod at "samtidighed i usamtidigheden" var et af "det modernes" kendetegn og mente dermed sammenhængen af tekniske fremskridt, rationalitet og "modernitsvægring" (mental afstandtagen fra moderniteten, antirationalisme) som han så mest radikalt udtrykt i nationalsocialismen. Blochs koncept har fået ny aktualitet med konfrontationen mellem liberale og fundamentale samfundsudkast.
Elke Uhl henviser til, at Bloch ved sin forfærdelse over mange tyskeres krigsbegejstring i den første verdenskrig – især hans lærere Max Scheler og Max Weber og deres utilgængelighed for rationelle argumenter – søgte årsagerne til denne holdning i den tyske historie. I sin anti-fascistiske analyse Erbschaft dieser Zeit ("Denne tids arv") kunne han udbygge dette til en teori for usamtidighed. Tyskland er for Bloch "usamtidighedernes land".
I Tübinger Einleitung der Philosophie fra 1963 udarbejdede Bloch kategorien usamtidighed videre til en kulturteori.